# Bahja ibn Pakuda
Bahja ibn Pakuda (héberül: בחיי אבן פקודה, arabul: بهية بن باكودا), (Zaragoza, 1049/1050 – Zaragoza, 1120 körül) középkori hispániai rabbi, arabul író zsidó filozófus.

## Élete és műve
Bahja életéről keveset tudni, annyi bizonyos, hogy a Mózes ibn Ezra előtti nemzedék tagja volt, és Zaragoza városában működött rabbiként a 11. század második felében. Arab nyelven írta meg filozófiai művét, amely később héber nyelvű fordításban, Hovot ha-levavot ('A szívek kötelességei') címen terjedt el. (A könyvet Mózes ibn Tibbon és Jószéf ben Izsák Kimhi fordította le héber nyelvre.) A cím az arab szúfik hatását tükrözi, akik különbséget tettek a „tagok kötelességei” és a „szív kötelességei” között. Népszerűségét vonzó paraboláinak köszönheti, amelyek csaknem kivétel nélkül az arab irodalomból valók. Vajda György megfogalmazása szerintː „Bahja etikája és aszkézise két alapgondolaton nyugszikː az ember hálára való kötelezettsége teremtője iránt és a lélek idegen volta az anyagi világban.” Az emelkedett hangú előadást, magasan szárnyaló lendületet a bensőséges miszticizmus hatja át. Fő tanítása abban áll, hogy a szívet meg kell tisztítani a földi indulatok salakjától. Sok kivonat, kompedium készült a Vezetőből, majd portugál, spanyol, olasz, jiddis, és német nyelvre is lefordították. Nyomtatásban először 1489-ben jelent meg, a mű arab eredetijét azonban csak 1912-ben adta ki A. S. Yahuda.

## A szívek kötelességei
A mű egy imával kezdődik, majd testi és a szívbeli kötelességeket sorolja fel a szerző (a muszlim teológusokat követve ebben). Tovább osztódnak a testi kötelességek észszerű és – rejtett okokkal bíró, de nem észszerűtlen – kinyilatkoztatott fajtákra; a szívbeli kötelességek pedig parancsokra (pl. Isten élete és egysége, a semmiből való teremtés) és tilalmakra (pl. rablás, bosszúállás) oszthatók. Bahja szerint a testi kötelességek teljesítésének értékét a szívbeli motívumok adják meg.
- Az I. részben a szerző Isten létét, egységét és szeretetét tárgyalja. A teremtés tényéből bizonyítja, hogy Isten az első az okok sorozatában: de rá mutat a mindenség teleologikus rendezettsége is (Bahja példája szerint miképp a kiöntött tinta nem alakul szavakká toll nélkül, úgy a világ rendje sem formálódik ki a Teremtő nélkül; illetve ahogy egy levél írása egy íróra utal, úgy az univerzum egyetemes összhangja egyetlen alkotóra mutat). Kiemeli, hogy ha a filozófiai elmélkedés képtelen valamilyen kérdést megoldani, akkor a hagyományt kell elfogadni. Ő maga nem is mélyed bele tárgyába, mert „bizonyos félelmet, aggodalmat érez mellette.” Istenbizonyítása nem teljesen metafizikai elemzés, inkább a világkormányzásában megnyilvánuló Isteni jóságnak és bölcsességnek kidomborítása; annak a jóságnak és bölcsességnek fölismerése és megismerése kell, hogy sarkallja az embert Isten imádására.[1]
- A II. rész Isten jóságáról szól, amelyet elsősorban a „kis világ” (mikrokozmosz), azaz az ember alkata és életműködése tanúsít. Bahja rámutat arra, hogy úgy van az ember a Földön, mint egy király fogságában született gyermek, aki a királynál nevelkedik a király jóvoltából minden jóval ellátva – és éppen ezáltal tanulja meg csodálni és imádni Istent.[1]
- A III. rész Isten szolgálatát mutatja be, amelyre az érzékiség ellen küzdő Tóra oktatja az embert. Azonban Bahja szerint nem elég a törvény mechanikus olvasása, mert az ilyen ember hasonló a „könyvekkel megrakott szamár”hoz. Ezután elképzelt párbeszédes rész következik Isten szolgálatának módjairól a lélek és az értelem között.[1]
- A IV. rész az Istenbe vetett bizalmat részletezi. A szerző a 34. zsoltár alapján költői módon rajzolja meg a lelki békét, amelyet bizalom eredményez. Véleménye szerint még betegség idején is a hit művel csodát, nem pedig az orvosság.[1]
- Az V. rész a szentségről szól. Bahja kiemeli, hogy a szentségre a legnagyobb veszélyt a Törvény nem ismerése és az érzékiség jelenti, de elítéli a kétszínűséget is.[1]
- Az VI. rész az alázatosságról elmélkedik.[1]
- A VII. a bűnbánatról szól sok bibliai és talmudi példázattal átszőve.[1]
- A VIII. részben a lélek leszámolásáról esik szó. A szerző a bűnök ellen a magányt ajánlja, és az imáknak az extázisba menő átérzését.[1]
- A IX. rész témája a világtól való elvonulás üdvös volta. A szerző úgy véli, hogy csak ebben az állapotban érhető el az ész uralma a érzékek fölött, ezért erkölcsileg igen hasznos a visszavonultság.[1]
- A X. részben az Isten iránt való odaadással és szeretettel zárul a mű mintegy parainesist alkotva az erkölcsi tökéletesedés módjairól.[1]

## Magyar nyelvű fordítás
A Vezetőnek nincs magyar nyelvű fordítása, ezidáig csak egy rövid részlet jelent meg belőle:
- Frisch Ármin: Szemelvények a Biblia utáni zsidó irodalomból, Pallas Irodalmi és Nyomdai Rt., Budapest, 1906 (reprint kiadás: Auktor Könyvkiadó, Budapest, 1993, ISBN 963-7780-24-6, 413 p), 206–208. oldal
- Scheiber Sándor: A feliratoktól a felvilágosodásig – Kétezer év zsidó irodalma (Zsidó irodalomtörténeti olvasmányok), Múlt és Jövő Lap- és Könyvkiadó, Budapest, 1997, ISBN 963 85697 4 3, 138–139. o.